# 1932年レークプラシッドオリンピックのカナダ選手団
1932年レークプラシッドオリンピックのカナダ選手団（1932ねんレークプラシッドオリンピックのカナダせんしゅだん）は、1932年2月4日から2月15日までアメリカ合衆国のレークプラシッドで開催された1932年レークプラシッドオリンピックのカナダ選手団、およびその競技結果。

## 概要
今大会は金メダル1個、銀メダル1個、銅メダル5個の合計7個のメダルを獲得した。
アイスホッケー男子ではシャモニー・モンブランオリンピック、サンモリッツオリンピックに続き金メダルを獲得し3連覇を達成した。

## メダル
| メダル | 選手名 | 競技               | 種目         |
| ------ | --- | ------------------ | ------------ |
| 金     | ウィリアム・コックバーン クリフォード・クローリー アルバート・ダンカンソン ジョージ・ガーバット ロイ・ヒンケル ビクトール・リンドクイスト ノーマン・マロイ ウォルター・モンソン ケネス・ムーア ロメオ・リバーズ ハロルド・シンプソン ヒュー・サザーランド スタンリー・ワグナー アリストン・ワイズ | アイスホッケー     | 男子         |
| 銀     | アレクサンダー・ハード | スピードスケート   | 男子1500m    |
| 銅     | アレクサンダー・ハード | スピードスケート   | 男子500m     |
| 銅     | ウィリアム・ローガン | スピードスケート   | 男子1500m    |
| 銅     | ウィリアム・ローガン | スピードスケート   | 男子3000m    |
| 銅     | フランク・スタック | スピードスケート   | 男子10000m   |
| 銅     | モントゴメリー・ウィルソン | フィギュアスケート | 男子シングル |

### 銅メダル
- アレクサンダー・ハード（スピードスケート男子500m）
- ウィリアム・ローガン（スピードスケート男子1500m、3000m）
- フランク・スタック（スピードスケート男子10000m）
- モントゴメリー・ウィルソン（フィギュアスケート男子シングル）

## スキー

### クロスカントリー
- ハリー・パングマン
  - 18km：35位
- ウィリアム・クラーク
  - 18km：38位
- ジョン・テイラー
  - 18km：39位
- ジョン・クルー
  - 18km：40位
- コーレ・イングスタッド
  - 50km：位
- ヒューバート・ダグラス
  - 50km：途中棄権
- ウォルター・ライアン
  - 50km：途中棄権

### ノルディック複合
- ジョステイン・ノルドモウ
  - 男子個人：10位
- ハワード・バーグレイ
  - 男子個人：24位
- ロス・ウィルソン
  - 男子個人：30位
- アーサー・グラヴェル
  - 男子個人：31位

### ジャンプ
- ボブ・リンブン
  - 男子ノーマルヒル：19位
- ジャック・ランドルー
  - 男子ノーマルヒル：20位
- アモルド・ストーン
  - 男子ノーマルヒル：29位
- レスリー・ガン
  - 男子ノーマルヒル：30位

## スケート

### スピードスケート
- アレクサンダー・ハード
  - 男子500m：銅メダル
  - 男子1500m：銀メダル
  - 男子5000m：棄権
  - 男子10000m：7位
- ウィリアム・ローガン
  - 男子500m：5位
  - 男子1500m：銅メダル
  - 男子3000m：銅メダル
  - 男子10000m：予選敗退
- フランク・スタック
  - 男子500m：4位
  - 男子1500m：4位
  - 男子5000m：7位
  - 男子10000m：銅メダル
- レオポルド・シルヴェスター
  - 男子500m：予選敗退
- ヘルブ・フラック
  - 男子1500m：予選敗退
- ハリー・スミス
  - 男子5000m：8位
- マリオン・マッカーシー
  - 男子10000m：予選敗退

### フィギュアスケート
- モントゴメリー・ウィルソン
  - 男子シングル：銅メダル
- コンスタンス・ウィルソン
  - 女子シングル：4位
- エリザベス・フィッシャー
  - 女子シングル：13位
- メアリー・リトルジョン
  - 女子シングル：15位
- コンスタンス・ウィルソン&モントゴメリー・ウィルソン
  - ペア：5位
- フランシス・クラウド&チョウンシー・バングス
  - ペア：6位

## アイスホッケー
- 男子：金メダル

| 決勝ラウンド：5勝1分 |   |    |   |   |   |                |
| カナダ               | ○ | 2  | - | 1 | ● | アメリカ合衆国 |
| カナダ               | ○ | 4  | - | 1 | ● | ドイツ         |
| カナダ               | ○ | 9  | - | 0 | ● | ポーランド     |
| カナダ               | ○ | 5  | - | 0 | ● | ドイツ         |
| カナダ               | ○ | 10 | - | 0 | ● | ポーランド     |
| カナダ               | △ | 2  | - | 2 | △ | アメリカ合衆国 |